# Lamborghini Genesis

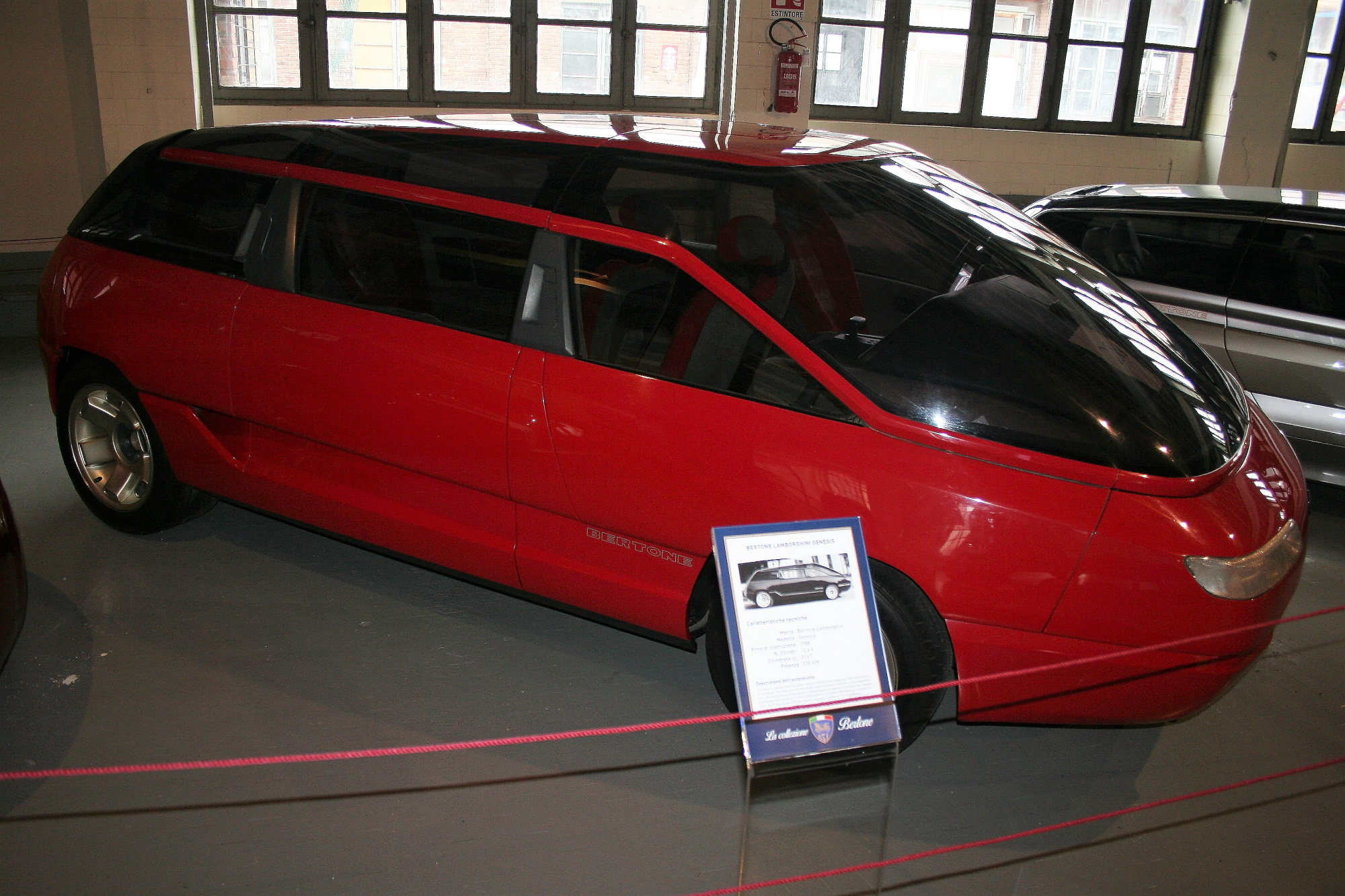
Lamborghini Genesis

Lamborghini Genesis – samochód marki Lamborghini, po raz pierwszy zaprezentowany 21 kwietnia 1988 na turyńskim pokazie motoryzacyjnym. 
Został zaprojektowany przez firmę Bertone. Konstrukcja samochodu zajęła ok. 30 tys. godzin. Głównym projektantem został Mark Deschamps, który stworzył samochód przypominający sportowego minivana. Jednostka napędzająca samochód została zaczerpnięta z innego modelu Lamborghini, a mianowicie z Lamborghini Countach Quattrovalvole. Osiągała moc dochodzącą do 455 KM, przy 7 tys. obrotów. W Genesis zamontowana została trójstopniowa, automatyczna skrzynia biegów. Auto zostało przystosowane do przewozu 5 osób. Nigdy nie trafiło do masowej produkcji, powstał tylko jeden, prototypowy egzemplarz.